# Ukrinai
Ukrinai är en ort i Litauen. Den ligger i den nordvästra delen av landet, 270 km nordväst om huvudstaden Vilnius. Ukrinai ligger 64 meter över havet och antalet invånare är 484.
Terrängen runt Ukrinai är huvudsakligen platt. Ukrinai ligger nere i en dal. Runt Ukrinai är det ganska tätbefolkat, med 60 invånare per kvadratkilometer. Närmaste större samhälle är Mazeikiai, 14,5 km öster om Ukrinai. Omgivningarna runt Ukrinai är en mosaik av jordbruksmark och naturlig växtlighet.